# Jodô
Jodo (em japonês:  杖道;lit. caminho do jō) é uma arte marcial em que o praticante empunha um jo (bastão) para controlar o adversário munido de espada, respondendo a seus movimentos.

## História
Conta uma lenda que o espadachim Muso Gonnosuke desafiou o grande espadachim Miyamoto Musashi. Nesse combate, ele foi derrotado por Musashi, que lhe poupou a vida. Desolado, Muso Gonnosuke retirou-se para as montanhas em meditação. A partir de uma visão recebida em sonhos, desenvolveu as técnicas do jo (bastão curto). 
Devido à sua característica física, o jo permite um manuseio fácil e uma grande variação de movimentos contra os ataques da espada, podendo estocar como a lança, dar pancada como a espada e ser arremessado como uma foice, sem que, necessariamente, provoque a morte do adversário.
Assim, fundou a tradicional da escola Koryu de jojutsu conhecida como Shintō Musō-ryū.
Seu 25º diretor, Shimizu Takaji, alterou o nome de jojutsu para jodo no começo do século XX no que, em 1956, o Jodo ficou sob os auspícios da All Japan Kendo Federation (AJKF), também conhecida como Zen Nihon Kendō Renmei (ZNKR).

### Jodo Seitei
Em 1968 Shimizu Takaji sensei - junto a um comitê encarregado - criaram o Jodo Seitei (também conhecido como Zen Nihon Kendō Renmei Jōdō): um sistema compacto para ser ensinado principalmente em dojos de Kendo, consistindo de 12 kihon-waza (técnicas básicas) e 12 oyo-waza (técnicas aplicadas), ou katas.
Jodo Seitei é regulamentado pela International Kendo Federation (FIK). No Brasil é regulamentado pela Confederação Brasileira de Kendo (CBKendo), entidade brasileira filiada à FIK, que promove também a prática do Kendo e Iaido no país.

### Jodo Koryu
O estudo direto dos koryu, inclusive incorporando outras artes e armas (vide  jojutsu e shindo muso ryu, entre outros), prosseguem sendo treinados (muitas vezes como um aprofundamento a prática do próprio Jodo Seitei).

## Equipamento
O Jo, nas medidas de bastão curto, é uma criação totalmente japonesa. Não guarda nenhuma relação com o bastão longo oriundo da China.
As especificações de Jo são as seguintes:
Comprimento: 128cm
Diâmetro: 2,4 cm
Material: carvalho vermelho/branco
Forma: arredondado
As especificações de Tachi (espada de madeira) são as seguintes:
Comprimento total: 101,5 cm
Comprimento do punho: 24,2 cm
Material: Carvalho Branco